# Elisabeth Raum
Elizabeth Raum (geboren: Hodges) (Berlin, 13 januari 1945) is een Canadees componiste en hoboïste van Amerikaanse afkomst.

## Levensloop
Raum groeide op in Boston en kreeg op vroege leeftijd hobo- en pianoles. Zij studeerde aan de bekende Eastman School of Music in Rochester (1962-1966) bij onder anderen Robert Sprenkle en behaalde haar Bachelor of Music als uitvoerend hoboïste. In 1968 vertrok zij naar Halifax en was daar tot 1975 hoboïste in het Atlantic Symphony Orchestra. In 1975 verhuisde zij naar Regina en werkte deeltijd als hoboïste in het Regina Symphony Orchestra. Verder studeerde zij compositie aan de Universiteit van Regina in Regina (1983-1984) bij Thomas Schudel en behaalde aldaar haar Master of Music in compositie met de opera The Garden of Alice. In 1985 werd zij in Canada genaturaliseerd. In 1986 werd zij 1e hoboïste in het Regina Symphony Orchestra, tegelijkertijd is zij lid van het kamerensemble van dit orkest.
Als componist schreef zij werken voor verschillende genres, zoals werken voor orkest, harmonieorkest, muziektheater (3 opera's, ballet, musical), vocale muziek (oratoria, koorwerken en liederen), kamermuziek en filmmuziek. Voor haar filmmuziek (Saskatchewan River (1992); Like Mother, Like Daughter (1993); Sparkle (1999)) ontving zij drie keer de Saskatchewan Film and Video Showcase Award. In 2004 werd zij tot eredoctor aan de Mount Saint Vincent University in Halifax benoemd en in november 2010 werd zij met de Orde van Saskatchewan voor haar werk als muzikante en componiste onderscheiden. Zij is lid van het "Canadian Music Centre" en van de Society of Composers, Authors and Music Publishers of Canada (SOCAN). In 1994 richtte zij het Prairie Festival of New Music op.
Zij is gehuwd met de muziekpedagoog en trombonist Richard Raum. Hun dochter Erika Raum is eveneens op het muziekgebied werkzaam; zij is violiste en het Concert voor viool en orkest van haar moeder is aan haar opgedragen.

## Composities

### Werken voor orkest
- 1985 Evolution: a Theme with Variations, voor orkest
- 1985 The Adventures of Ian the Oboe, voor spreker en kamerorkest
- 1988 Fantasy for Double Orchestra, voor twee orkesten
- 1989 Suite from "Sir Gawain and the Green Knight", voor kamerorkest
- 1991 The Legend of Heimdall, voor tuba solo en orkest
  1. Heimdall’s Gjallarhorn
  2. The Tale of the Bard
  3. The attack on Asgard
- 1992 Capriccio, voor viool en orkest
- 1993 A Prairie Alphabet Musical Parade, voor zangstem en kamerorkest - tekst: Jo Bannatyne-Cugnet
- 1993 Concert, voor contrabas (of cello) en orkest
- 1993 Concert, voor viool en orkest
- 1993 Symphony of Youth, voor groot koor/meerdere koren, harmonieorkest en orkest
  1. The prairie
  2. Ballad to Saskatchewan
  3. This is where it's at
  4. Polonaise
  5. Shadows of dusk
  6. Song of life
- 1995 Olmütz Concerto, voor alttrombone en orkest
- 1996 Prairie Jubilee, voor strijkorkest
- 1996 Sherwood Legend, voor hoorn en orkest - ook in een versie voor eufonium en orkest
- 1996 Concerto del Garda, voor tuba en orkest
- 1997 Impulse, voor orkest
- 1998 Nation, voor tuba en kamerorkest
- 1998 Pershing Concerto, voor tuba en orkest
- 2001 Romance, voor trombone en kamerorkest
- 2003 Requiem for Wounded Knee, voor spreker, 2 tuba's en orkest
- 2003 The Phantom Drum, voor hobo, strijkorkest en slagwerk
- 2004 Persephone and Demeter, voor viool, altviool en orkest
- 2005 Nation, voor blaaskwintet, trompet, strijkwintet en slagwerk (pauken, kleine trom, bekkens, glockenspiel, vibraslap, triangel)
- 2007 Halifax Harbour, voor orkest
  1. Sunrise on the Harbour
  2. Ancient People
  3. Tall Ships
  4. Baron of Duncan's Cover and His Lady
  5. "J.J."
- 2009 Concert, voor bastrombone en orkest
- 2009 Carmen, the passion, voor kamerorkest
  1. March
  2. Fortune Teller
  3. Girls at the Cigar Factory
  4. Carmen's Theme
  5. Soldier's Dance
  6. Carmen and Escamillo
- 2009 Overture to "Carmen, the passion", voor orkest
- 2009 Suite from "Carmen, the passion", voor orkest
- 2012 Flamenco Dance from "Carmen, the Passion", voor orkest

### Werken voor harmonieorkest of brassband of koperensemble
- 1985 Processional Fanfare, voor groot koperensemble (2 trompetten, 4 hoorns, 3 trombones, tuba), pauken en ander slagwerk
- 1987 Echoes of Fort San
- 1991 T for Tuba, voor tuba en harmonieorkest
- 1993 A Prairie Alphabet Musical Parade, voor zangstem en harmonieorkest - tekst: Jo Bannatyne-Cugnet
- 1993 Legislative Assembly Fanfare, voor koperensemble en slagwerk
- 1993 Salute to Mount Carmel, voor blaasoctet, trombone en contrabas
- 1994 Symphony of Youth - zie werken voor orkest
- 1996 Concerto del Garda, voor tuba en harmonieorkest
- 1996 Three Jazz Moods, voor trombone en harmonieorkest
- 1997 Festival Fanfare, voor groot koperensemble en slagwerk - ook in een versie voor koperkwintet
- 1998 Pershing Concerto, voor tuba en harmonieorkest
- 1999 Sodbuster
- 2002 Queen City Fanfare, voor harmonieorkest - ook in een versie voor brassband
- 2004 Faustbuch, voor tuba (of eufonium) en harmonieorkest
- 2005 One Hundred Years of Fanfares
- 2005 Prelude, voor harmonieorkest
- 2009 Concert, voor bastrombone en harmonieorkest[1]
- 2011 The ballad of John Ware, voor dwarsfluit, trompet en harmonieorkest

### Muziektheater

#### Opera's
| Voltooid in | titel                                                   | aktes       | première                                                                                               | libretto                                             |
| ----------- | ------------------------------------------------------- | ----------- | --- | ---------------------------------------------------- |
| 1980        | The Final Bid                                           | 1 akte      | 1980, Regina, Universiteit van Regina                                                                  |                                                      |
| 1983        | The Garden of Alice ook in een reduceerde versie (1984) | 2 bedrijven | 1983, Regina, The Globe Theatre gereduceerde versie: 4 maart 1984, Regina, Norman McKenzie Art Gallery | gebaseerd op "Alice in Wonderland" van Lewis Carroll |
| 1990        | Eos: The Dream of Nicholas Flood Davin                  | 3 bedrijven | januari 1991, Regina, Prairie Opera                                                                    |                                                      |

#### Ballet
| Voltooid in | titel              | aktes | première                                                        | libretto | choreografie |
| ----------- | ------------------ | ----- | --------------------------------------------------------------- | -------- | ------------ |
| 1993        | The Green Man      |       |                                                                 |          |              |
| 1994        | Prelude to Parting |       | 11 mei 1994, Regina, Universiteit van Regina Open Stage Theatre |          |              |

#### Musicals
| Voltooid in | titel               | uitvoeringen | première | libretto          | verdere liedteksten | choreografie |
| ----------- | ------------------- | ------------ | -------- | ----------------- | ------------------- | ------------ |
| 1983        | Mulligan's Toy Shop |              |          | van de componiste |                     |              |

#### Toneelmuziek
- 1986 Thunder in a Concave Vacuum, multimedia toneelwerk, voor muzikanten en bandrecorder
- 1986 Phoenix
- 1989 The Robot from Orion, voor spreker, 2 dansers en kamerorkest - première: 1989, Saskatoon, Canada Games

### Vocale muziek

#### Oratorium
- 1992 Posaune Oratorio (Bazuin oratorium), voor vocale solisten, gemengd koor orgel en trombonekwartet - tekst: Bijbel

#### Werken voor koor
- 1980 Ballad to Saskatchewan, voor kinderkoor (unisono) (of jeugdkoor) en piano
- 1980 Saskatchewan Mosaic, voor kinderkoor en piano (optioneel blokfluittrio en trom)
- 1988 Place of Beginnings, voor jeugdkoor en strijkorkest (of piano)
- 1990 Four Medieval Songs, voor gemengd koor met koperkwintet (of piano)
- 1993 Symphony of Youth, voor groot koor/meerdere koren, harmonieorkest en orkest
- 1995 Little Dove, voor gemengd koor (of vrouwenkoor) en piano
- 1995 The Right Combination, voor gemengd koor en piano
- 1995 Voices Raised, voor mannenkoor
- 2004 Piano on the Prairie, voor kinderkoor (of vrouwenkoor, of mannenkoor, of gemengd koor)
- 2005 Capital Pontiac, voor kamerkoor

#### Liederen
- 1983 Four Songs from "The Garden of Alice", voor hoge en midden mannenstemmen en piano
- 1983 The Garden Song from "The Garden of Alice", voor sopraan en piano
- 1983 A Hymn to God the Father, voor sopraan en piano - tekst: John Donne
- 1983 The Passing, voor sopraan (of mezzosopraan) en piano - tekst: Emily Dickinson
- 1984 The Orphic Thread, voor mezzosopraan en blaaskwintet - tekst: John V. Hicks
- 1984 Player Pianist, zangcyclus voor sopraan, viool, hobo en marimba - tekst: Priscilla Hallberg
- 1984 Joke Aria from "The Final Bid", voor tenor en piano
- 1984 Men I Have Known, zangcyclus voor mezzosopraan en piano
- 1984 A Poet's Day, voor sopraan, piano (en optioneel contrabas) - tekst: Emily Schudel
- 1987 First and Gracious Sight, voor tenor, hobo en piano (of voor bariton, viool en piano) - tekst: John V. Hicks
- 1990 Victims of Eagles, voor tenor en piano - tekst: John V. Hicks
- 1990 What Is Truth?, voor tenor en piano
- 1992 Carol in Three-Three Time, voor sopraan en piano - tekst: John V. Hicks
- 1992 The Golden Years, voor zangstem en piano
- 1992 Wait Until Morning from "Eos: The Dream of Nicholas Flood Davin", voor sopraan en piano
- 1997 River of Life, voor sopraan en piano
- 1998 Dark Thoughts, voor contratenor, klarinet en piano - tekst: Betsy Warland
- 1999 Renovated Rhymes, voor sopraan, altviool (of viool) en piano - tekst: John V. Hicks
- 2004 Sirens, voor twee zangstemmen en piano - tekst: naar de Griekse mythologie

### Kamermuziek
- 1980 Four Elements, voor trombone en viool
- 1980 Quartet for Brass, voor 2 trompetten en 2 trombones
- 1980 Quintet for Brass, voor koperkwintet (2 trompetten, hoorn, trombone en tuba)
- 1982 Conversations, voor dwarsfluit en piano
- 1982 Idiom, voor hoorn solo
- 1982 Suite, voor blaaskwintet
- 1983 Constructions, voor hobo, slagwerk en piano
- 1985 Arabesque, voor althobo en contrabas
- 1985 Fantasy, voor trombone en piano
- 1985 Fantasy, voor hoorn en piano
- 1985 Processional Fanfare, voor trombonekwartet
- 1986 Phoenix, voor dwarsfluit, klarinet, cello, trombone, slagwerk en piano
- 1987 King Lear Fantasy, voor dwarsfluit, hobo, klarinet, fagot en alttrombone
- 1987 Reverie, voor altviool en piano
- 1987 Rhapsody, voor viool, cello, harp en orgel
- 1989 Baroque Trio, voor klarinet (optioneel gedubbeld met esklarinet), dwarsfluit (optioneel gedubbeld met altfluit en piccolo) en piano
- 1989 Les Ombres, voor viool en piano
- 1989 Rondo Variations, voor viool, contrabas (of cello) en piano
- 1991 Barcarole, voor dwarsfluit (of picollo) en piano
- 1991 Valentine Variations on a theme by Thomas Schudel, voor dwarsfluit en piano
- 1992 International Suite, voor blaasoctet
- 1992 Parody for Clarinet
- 1992 Prairie Suite, voor viool, cello, hobo en piano
- 1992 Romance for French Horn
- 1992 Sextet, voor blaaskwintet en piano
- 1993 Strijkkwartet
- 1995 Searching for Sophia, voor viool, cello en piano
- 1995 Sonate, voor viool en piano
- 1996 Cinderella Suite, voor viool, cello en piano
- 1996 Three Jazz Moods, voor trombone en piano
- 1997 Concerto Riva, voor tuba en piano
- 1997 Festival Fanfare, voor koperkwintet
- 1997 Prayer and Dance of Praise
- 1997 Will There Be a Time, voor tuba met dialoog
- 1998 Diversions, voor trombonekwartet
- 1998 Nation, voor tuba en bandrecorder
- 1998 Quartet, voor hoornkwartet
- 1998 Secret: Melodrama, voor tuba en bandrecorder
- 1999 Aegean Perspective, voor spreker, dwarsfluit, klarinet, saxofoon, tuba en slagwerk - tekst: vanuit de Griekse mythologie
- 1999 Pantheon, voor viool, hoorn en piano
- 2000 A Little Monster Music, voor tubaensemble
- 2000 Canzoni di Natali, voor kopertrio, viool en orgel
- 2000 Jason and the Golden Fleece, voor tubaensemble
- 2000 Romance, voor tuba en piano
- 2000 (W)right State of Mind, voor saxofoon en bandrecorder
- 2001 Duet and Burlesque, voor viool, klarinet en piano
- 2001 Ballad and dance, voor cello en piano
- 2002 The Bushwakker Brewpub, voor klarinet, hoorn en piano - ook in een versie voor klarinet, trompet en piano (of klarinet, saxofoon en piano)
- 2002 Fantasy on Amazing Grace, voor klarinet, trompet en piano
- 2002 Sweet Dances, voor tuba solo
- 2003 Faustbuch, voor eufonium en piano
- 2003 Freya, voor viool en piano
- 2003 Requiem for Wounded Knee, voor spreker, 2 tuba's en piano
- 2004 Four Elements, voor strijkkwartet
- 2005 Mr. S.C., voor tuba (of eufonium), saxofoonkwartet en vibrafoon
- 2006 Excerpting, voor hobo solo
- 2006 The little match girl, voor dwarsfluit, piano, marimba (slagwerk) en synthesizer
- 2007 White Horse Inn by moonlight, voor viool, cello en piano
- 2009 Carmen, the passion, voor blaasoctet

### Werken voor orgel
- 2001 Fast Lane

### Werken voor piano
- 2000 Sonate, voor piano vierhandig
- 2001 Wascana Park
- 2002 Mutability

### Filmmuziek
- 1992 Saskatchewan River
- 1993 Like Mother, Like Daughter
- 1999 Sparkle